# Salluhan

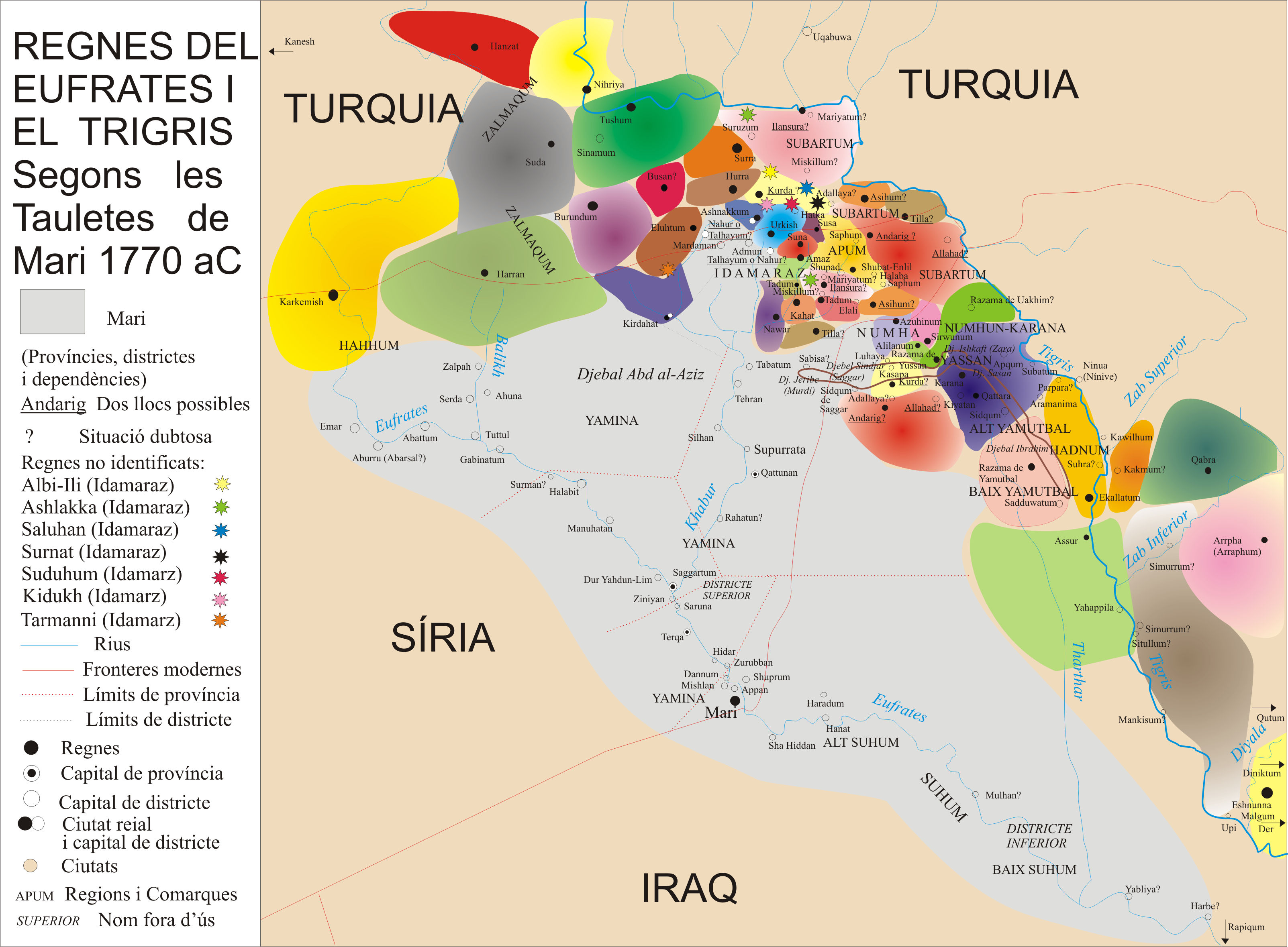
Mapa

Saluhum o Salluhan fou una ciutat estat i regne de Mesopotàmia, de localització desconeguda al triangle del Khabur o regió d'Idamaraz. Les tauletes de Mari esmenten al rei local, Zakura-Abu, el qual junt amb Ibal-Addu, rei d'Ashlakka, Yamut-Lim (rei d'una ciutat no identificada a l'Idamaraz o triangle del Khabur) i Tamarzi, rei de Tarmanni, van demanar ajut al rei Shub-Ram de Susa per aconseguir l'aliança de Sammetar d'Ashnakkum amb Haya-Sumu rei d'Ilansura.